# 達加納省

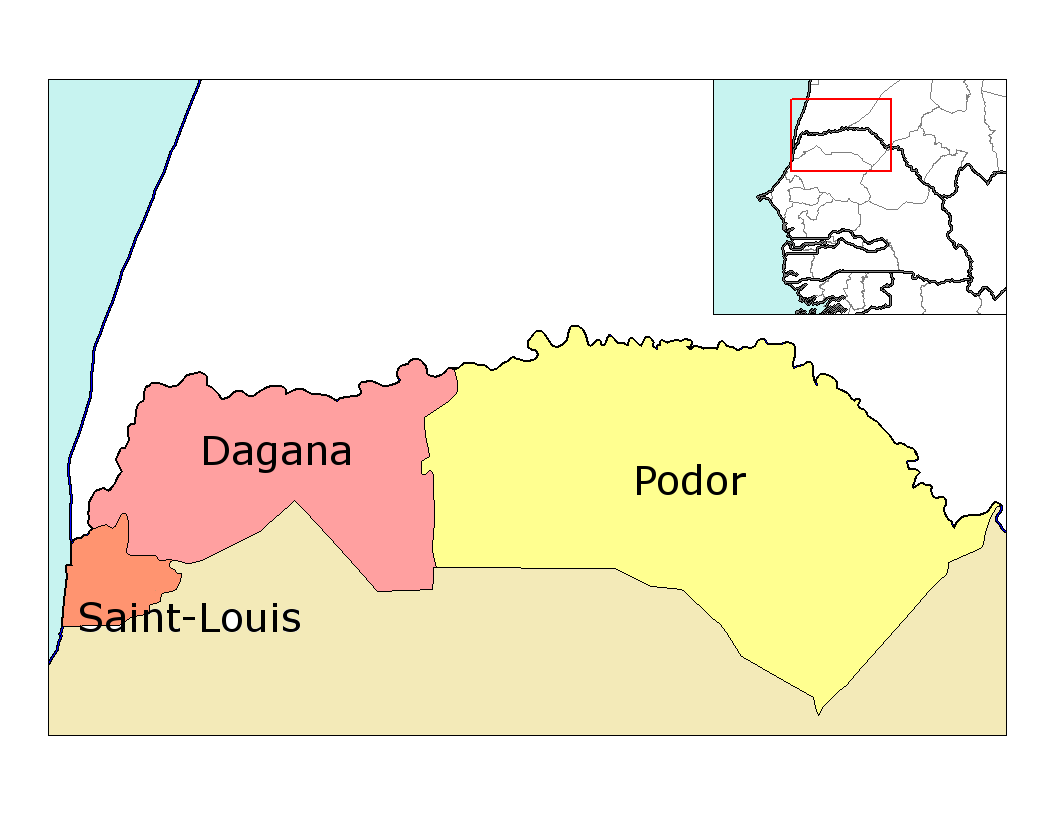

達加納省（法語：Département de Dagana），是塞內加爾的省份，位於該國北部，由聖路易區負責管轄，首府設於達加納，東面是波多爾省，面積5,208平方公里，2013年人口241,696，人口密度每平方公里46人。